# Rootvälta
Rootvälta är en svensk musikgrupp (reggae) från Borlänge. Gruppen bildades 1988. Namnet kommer från rotvälta och ska symbolisera starka krafter. Stavningen med två "oo" kopplas till reggaens "roots". Rootvälta har genomfört omfattande turnéer och har bland annat spelat på Jamaica 2001 samt i USA 2004.

## Gruppmedlemmar
Nuvarande medlemmar
- Jan Wikström – klaviatur (1988– )
- Tomas Berglund – percussion, sång (1988– )
- Micael Berglund – trummor (1988– )
- Mattias Björkgren – sång, gitarr (1988– )
- Jan Gävert – sång, gitarr (1988–2002), basgitarr (2002– )
- Nicklas Karlsson – sång, gitarr (2005- )

Tidigare medlemmar
- Thomas Södergren – basgitarr (1988–2002)
- Mikael Södergren – gitarr (1988–2005)
- Andreas Norén – klaviatur (2005–2012)

## Diskografi
- 1994 – Songs From the Fallen Tree
- 2000 – In Session
- 2006 – New Chapter
- 2011 – Homegrown